# Европейские легкоатлетические игры в помещении 1968
Европейские легкоатлетические игры в помещении 1968 года проходили с 9 по 10 марта во Дворце спорта в Мадриде, столице Испании. Длина бегового круга на арене составляла 182 метра. На турнире была неофициально опробована электронная система фиксации времени в беговых дисциплинах. В соревнованиях принял участие 151 атлет из 20 стран Европы. Было разыграно 23 комплекта медалей (14 у мужчин и 9 у женщин).

## Медалисты
Сокращения: WB — высшее мировое достижение | ER — рекорд Европы | NR — национальный рекорд

### Мужчины
| Дисциплина                                             | Золото                                                                       | Золото   | Серебро                                                                            | Серебро | Бронза                                                                               | Бронза  |
| ------------------------------------------------------ | ---------------------------------------------------------------------------- | -------- | ---------------------------------------------------------------------------------- | ------- | ------------------------------------------------------------------------------------ | ------- |
| 50 м подробности                                       | Йобст Хиршт ФРГ                                                              | 5,77     | Роберт Фрит Великобритания                                                         | 5,83    | Гюнтер Голлос ГДР                                                                    | 5,83    |
| 400 м подробности                                      | Анджей Баденьский Польша                                                     | 47,09 WB | Александр Братчиков СССР                                                           | 47,3    | Ян Баляховский Польша                                                                | 47,3    |
| 800 м подробности                                      | Ноэль Кэрролл Ирландия                                                       | 1.56,66  | Альберто Эстебан Испания                                                           | 1.57,7  | Сергей Крючёк СССР                                                                   | 1.58,1  |
| 1500 м подробности                                     | Джон Уэттон Великобритания                                                   | 3.50,99  | Хосе Мария Морера Испания                                                          | 3.51,7  | Игорь Потапченко СССР                                                                | 3.51,9  |
| 3000 м подробности                                     | Виктор Кудинский СССР                                                        | 8.10,27  | Бернд Дисснер ГДР                                                                  | 8.11,0  | Вольфганг Цур ФРГ                                                                    | 8.11,8  |
| Эстафета 4×364 м (4×2 круга) подробности               | Польша · Вальдемар Корыцкий · Ян Баляховский · Ян Вернер · Анджей Баденьский | 2.48,9   | ФРГ Хорст Даверкаузен Петер Бернройтер Инго Рёпер Мартин Йеллингхаус               | 2.49,7  | СССР · Борис Савчук · Василий Анисимов · Сергей Абалихин · Александр Братчиков       | 2.51,5  |
| Эстафета 182+364+546+728 м (1+2+3+4 круга) подробности | СССР · Александр Лебедев · Борис Савчук · Игорь Потапченко · Сергей Крючёк   | 3.52,2   | Польша · Мариан Дудзяк · Вальдемар Корыцкий · Анджей Баденьский · Эдмунд Боровский | 3.54,6  | Испания · Хосе Луис Санчес · Рамон Магариньос · Альфонсо Габернет · Хосе Мария Рейна | 4.02,7  |
| Эстафета 3×1000 м подробности                          | СССР · Михаил Желобовский · Олег Райко · Анатолий Верлан                     | 7.13,6   | Испания · Альберто Эстебан · Энрике Бондиа · Вирхилио Гонсалес                     | 7.23,6  | Чехословакия · Павел Грушка · Ян Касал · Мирослав Юза                                | 7.40,2  |
| 50 м с барьерами подробности                           | Эдди Оттоз Италия                                                            | 6,57 WB  | Гюнтер Никкель ФРГ                                                                 | 6,68    | Милан Котик Чехословакия                                                             | 6,73    |
| Прыжок в высоту подробности                            | Валерий Скворцов СССР                                                        | 2,17 м   | Валентин Гаврилов СССР                                                             | 2,17 м  | Кеннет Лундмарк Швеция                                                               | 2,14 м  |
| Прыжок с шестом подробности                            | Вольфганг Нордвиг ГДР                                                        | 5,20 м   | Геннадий Близнецов СССР                                                            | 5,10 м  | Йорг Милак ГДР                                                                       | 5,00 м  |
| Прыжок в длину подробности                             | Игорь Тер-Ованесян СССР                                                      | 8,16 м   | Тыну Лепик СССР                                                                    | 7,87 м  | Бернхард Штирле ФРГ                                                                  | 7,59 м  |
| Тройной прыжок подробности                             | Николай Дудкин СССР                                                          | 16,71 м  | Виктор Санеев СССР                                                                 | 16,69 м | Луис Фелипе Арета Испания                                                            | 16,47 м |
| Толкание ядра подробности                              | Хайнфрид Бирленбах ФРГ                                                       | 18,65 м  | Владислав Комар Польша                                                             | 18,40 м | Николай Карасёв СССР                                                                 | 18,35 м |

### Женщины
| Дисциплина                                             | Золото                                                                  | Золото  | Серебро                                                                             | Серебро | Бронза                      | Бронза  |
| ------------------------------------------------------ | ----------------------------------------------------------------------- | ------- | ----------------------------------------------------------------------------------- | ------- | --------------------------- | ------- |
| 50 м подробности                                       | Сильвиан Теллье Франция                                                 | 6,29 WB | Эрика Рост ФРГ                                                                      | 6,43    | Ханнелор Траберт ФРГ        | 6,46    |
| 400 м подробности                                      | Наталья Печёнкина СССР                                                  | 55,29   | Гизела Кёпке ФРГ                                                                    | 56,2    | Татьяна Арнаутова СССР      | 56,3    |
| 800 м подробности                                      | Карин Бурнеляйт ГДР                                                     | 2.07,65 | Алла Колесникова СССР                                                               | 2.08,3  | Валентина Лукьянова СССР    | 2.09,4  |
| Эстафета 4×182 м (4×1 круг) подробности                | ФРГ Ренате Майер Ханнелор Траберт Криста Эльслер Эрика Рост             | 1.28,8  | не вручалась [a]                                                                    |         | не вручалась [a]            |         |
| Эстафета 182+364+546+728 м (1+2+3+4 круга) подробности | СССР · Лилия Ткаченко · Вера Попкова · Надежда Серопегина · Анна Зимина | 4.28,3  | Чехословакия · Ева Путнова · Власта Сейфертова · Либуше Мацоунова · Эмилия Овадкова | 4.39,0  | не вручалась [b]            |         |
| 50 м с барьерами подробности                           | Карин Бальцер ГДР                                                       | 7,08    | Бербель Вайдлих ГДР                                                                 | 7,12    | Людмила Иевлева СССР        | 7,14    |
| Прыжок в высоту подробности                            | Рита Шмидт ГДР                                                          | 1,84 м  | Вирджиния Бонч Румыния                                                              | 1,76 м  | Антонина Окорокова СССР     | 1,76 м  |
| Прыжок в длину подробности                             | Берит Бертельсен Норвегия                                               | 6,43 м  | Бербель Лёнерт ГДР                                                                  | 6,23 м  | Вьорика Вискополяну Румыния | 6,23 м  |
| Толкание ядра подробности                              | Надежда Чижова СССР                                                     | 18,18 м | Маргитта Гуммель ГДР                                                                | 17,69 м | Марита Ланге ГДР            | 17,62 м |

a  В эстафете 4×1 круг из 2 стартовавших команд финишировала только одна.

b  В шведской эстафете 1+2+3+4 круга принимали участие только 2 команды.

## Медальный зачёт
Медали в 23 дисциплинах лёгкой атлетики завоевали представители 13 стран-участниц.
 Принимающая страна
| Место | Страна         | Золото | Серебро | Бронза | Всего |
| ----- | -------------- | ------ | ------- | ------ | ----- |
| 1     | СССР           | 9      | 6       | 8      | 23    |
| 2     | ГДР            | 4      | 4       | 3      | 11    |
| 3     | ФРГ            | 3      | 4       | 3      | 10    |
| 4     | Польша         | 2      | 2       | 1      | 5     |
| 5     | Великобритания | 1      | 1       | 0      | 2     |
| 6     | Ирландия       | 1      | 0       | 0      | 1     |
| 6     | Италия         | 1      | 0       | 0      | 1     |
| 6     | Норвегия       | 1      | 0       | 0      | 1     |
| 6     | Франция        | 1      | 0       | 0      | 1     |
| 10    | Испания        | 0      | 3       | 2      | 5     |
| 11    | Чехословакия   | 0      | 1       | 2      | 3     |
| 12    | Румыния        | 0      | 1       | 1      | 2     |
| 13    | Швеция         | 0      | 0       | 1      | 1     |
| Всего | Всего          | 23     | 22      | 21     | 66    |